# Ašmjany
Ašmjany (in bielorusso Ашмя́ны?, Ašmjany; in russo Ошмя́ны?, Ošmjany; in polacco Oszmiana; in lituano Ašmena; in yiddish אָשמענע‎?, Oshmene) è una città della Bielorussia di circa 14 000 abitanti, nella voblasc' di Hrodna, situata a 50 km da Vilnius. Si sviluppa sulle rive del fiume Ashmyanka. Ha dato i natali al generale Polacco Lucjan Żeligowski.

## Geografia fisica
La cittadina, capoluogo del distretto omonimo, sorge sulle rive del fiume Ašmjanka, a meno di 30 km dal confine lituano di Kamennyj Log  Bielorussia – Medininkai  Lituania. Da Vilnius dista 62 km, da Minsk 134 e da Hrodna (Grodno) 223.

## Etimologia
La città e il territorio circostante appartenevano al territorio lituano. Durante il XVII e il XVIII secolo, molti dei cittadini lituani presenti nel territorio morirono a causa della guerra e delle carestie. Dei coloni Slavi cominciarono a colonizzare il territorio fino ad occuparlo completamente. Attualmente, l'unico ricordo lituano è nel nome che deriva dal fiume Ashmyanka. Il termine deriva dalla parola ašmuo (lama tagliente) presente sul blasone della città.

## Storia

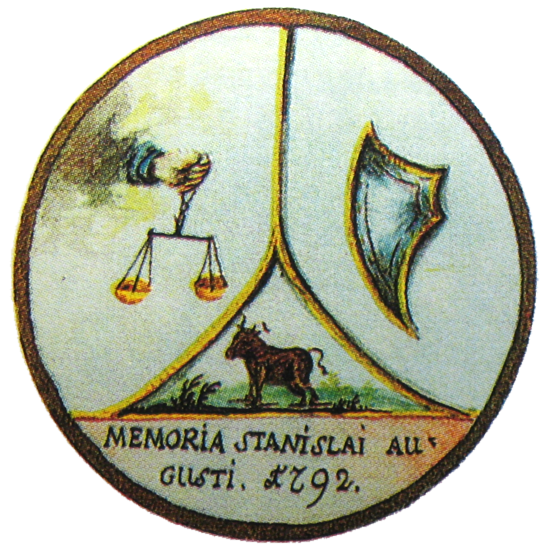
Stemma nel 1792
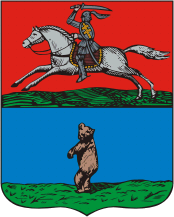
Stemma nel 1845

La prima notizia affidabile di Ašmjany (nelle Cronache Lituani) dice che dopo la morte di Gediminas nel 1341 la città fu ereditata, tra gli altri, da Jaunutis. Nel 1413 la città divenne uno dei più rilevanti centri per il commercio nell'ambito del Voivodato di Vilnius.

Nel 1795, per effetto delle "Spartizioni della Polonia" (1792-1795), divenne parte dell'Impero russo. Liberata durante la "rivolta di novembre" (1830-1831), venne successivamente riconquistata ed incendiata da una spedizione di 1.500 uomini; e nel 1845 le venne dato un nuovo stemma.

La locale comunità ebraica, composta da migranti di varie parti della Russia e fra i primi abitanti della cittadina, vi costruì la prima sinagoga nel 1912.
Successivamente alla prima guerra mondiale (1914-1918) ed alla guerra sovietico-polacca, Ašmjany ritornò in Polonia (1921), a seguito del trattato di Riga. Ne sarà parte fino al 1939, quando passerà all'Unione Sovietica a seguito del Patto Molotov-Ribbentrop, per poi essere occupata dalle truppe naziste nel 1944. Annessa all'URSS nel 1945, nella Repubblica Socialista Bielorussa, diverrà automaticamente parte dell'attuale Bielorussia con l'indipendenza del 1991.